# コントの劇場 〜The Actors' Comedy〜
『コントの劇場 〜The Actors' Comedy〜』とは、NHK BSプレミアムで2013年4月から2015年3月まで放送されていたコント番組である。

## 概要
三宅裕司が中心となり、ドラマや映画で活躍する一流の俳優陣と一夜限りのユニットでコントを演じる。1日限りのリハーサル日、収録前のカメラリハーサルを経て、本番はオフ・ブロードウェイをイメージした劇場に観客を入れた一発勝負の公開収録で行われる。セリフのミスや笑いが全く起きない箇所もカットされることなく放送され、編集で笑い声を足すといった演出も一切しない。4 - 5本のコントと、コント間の楽屋トーク（反省会）で構成される。

プレミアムコントの枠内で毎月1回、最終金曜日に放送され、総集編であった最終回以外は毎回新作であった。

### 出演者
レギュラー
- 三宅裕司
- 小倉久寛

ゲスト
- 2013年1月26日放送分（パイロット版）
  - 余貴美子
  - 鈴木浩介
  - 田中直樹
- 4月26日放送分
  - 沢口靖子
  - 小野武彦
  - 池田成志
- 5月31日放送分
  - 真矢みき
  - 福士誠治
  - 田中直樹
- 6月28日放送分
  - 富田靖子
  - 梶原善
  - 安田顕（TEAM NACS）
- 7月26日放送分
  - 余貴美子
  - 六角精児
  - 大東俊介
- 8月30日放送分
  - 伊東四朗
  - 水野美紀
  - 田中直樹
- 9月27日放送分
  - 羽田美智子
  - 佐野史郎
  - 中川晃教
- 10月25日放送分
  - 若村麻由美
  - 北村有起哉
  - 戸次重幸（TEAM NACS）
- 11月29日放送分
  - 檀れい
  - 甲本雅裕
  - 片桐仁（ラーメンズ）
  - 田中直樹
- 2014年1月31日放送分
  - 浅野ゆう子
  - 六角精児
  - 池田成志
- 2月28日放送分
  - 笹本玲奈
  - 柿澤勇人
  - 池田成志
- 4月22日放送分
  - 沢口靖子
  - 渡辺いっけい
  - 安田顕（TEAM NACS）
- 5月23日放送分
  - 大地真央[2]
  - 髙嶋政宏
  - 井上芳雄
- 6月27日放送分
  - 新妻聖子
  - 佐野史郎
  - 山西惇
- 7月25日放送分
  - 若村麻由美
  - 豊原功補
  - 福士誠治
- 9月26日放送分
  - ミムラ
  - 柄本時生
  - 六角精児
- 10月31日放送分
  - 浅野温子
  - 戸次重幸（TEAM NACS）
  - 福士誠治
- 11月28日放送分
  - 田中美佐子
  - 佐野史郎
  - 野間口徹
- 1月30日放送分
  - 田中麗奈
  - 川平慈英
  - 岡田義徳
- 2月27日放送分
  - 松下由樹
  - 益岡徹
  - 池田成志